# Briou
Briou település Franciaországban, Loir-et-Cher megyében. Lakosainak száma 143 fő (2022. január 1.). Briou Lorges, Le Plessis-l’Échelle, Roches és Saint-Laurent-des-Bois községekkel határos.

## Népesség
A település népességének változása:
| Lakosok száma | 110  | 104  | 111  | 110  | 142  | 150  | 147  | 145  | 143  | 143  |
|               | 1968 | 1982 | 1990 | 2006 | 2013 | 2015 | 2017 | 2019 | 2020 | 2022 |